# ヒルトン・ハワイアン・ビレッジ・ビーチ・リゾート&スパ
ヒルトン・ハワイアン・ビレッジ・ビーチ・リゾート&スパ（Hilton Hawaiian Village Beach Resort & Spa）は、アメリカ合衆国のハワイ州、ホノルル市にある大型高級ホテル。

## 概要

### ハワイ最大のホテル
9万平方メートルの敷地内にタイムシェア・リゾート専用タワーを含めた7つのタワーに3,000室を超える客室、6つのプール、22店のレストラン＆バー、90店以上のショップ、国際会議やミス･ハワイを決める催しなどが開かれる3つのコンファレンス・センターを構える、ハワイ州最大のホテルである。

### ビーチフロント
ワイキキビーチの西寄り、フォート・デルッシーのビーチの目の前にあり、ホテル内のプールエリアより直接ビーチに出ることができる。さらに、「デューク・カハナモク・ラグーン」やワイキキでは最長のウォータースライダーつきプールを含めた6つのプールがある。

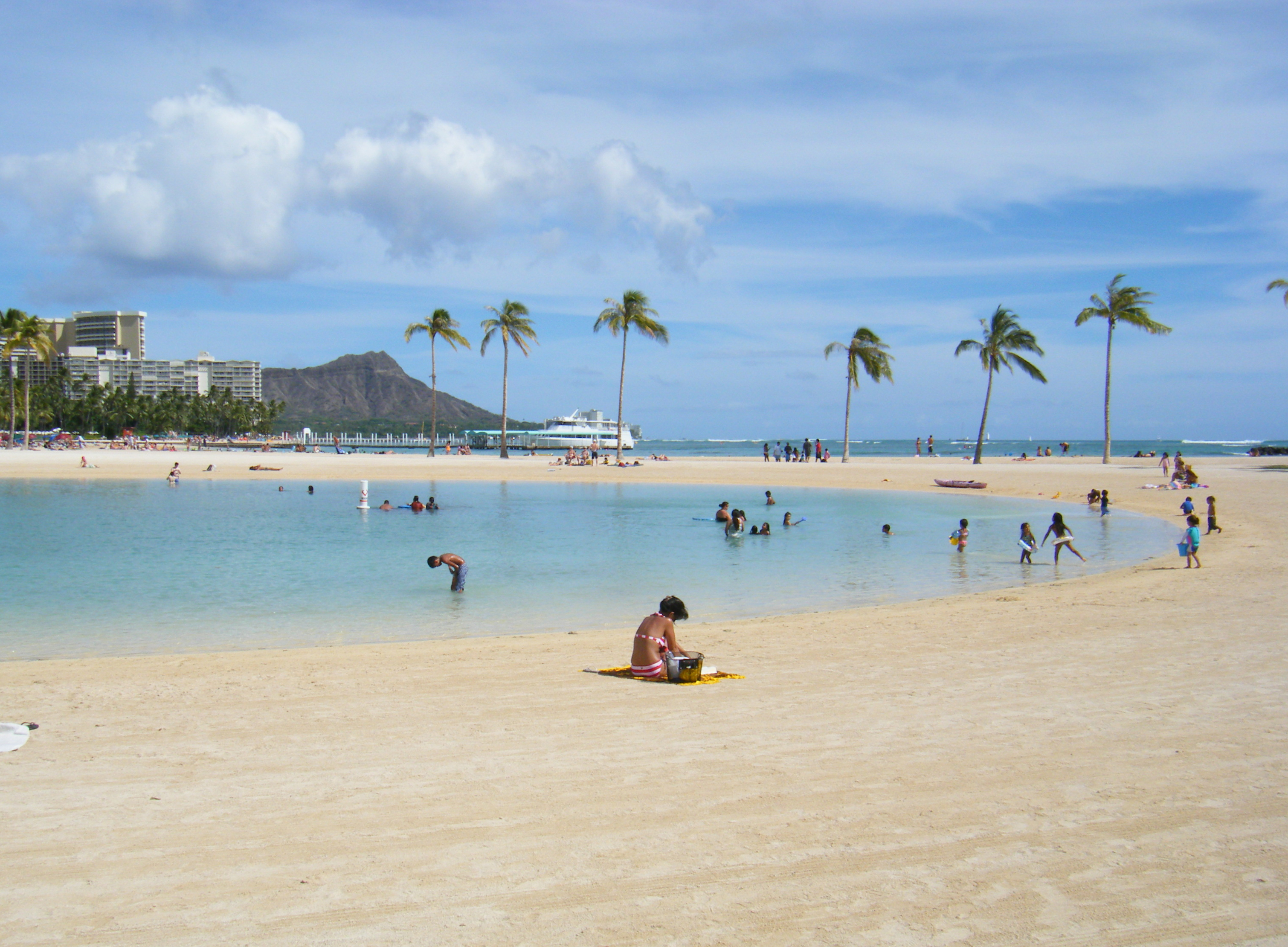
デューク・カハナモク・ラグーン

海側の客室からはワイキキビーチやアラ・ワイ・ヨットハーバーが望め、ダイアモンド・ヘッドまで見渡せる客室もある。

### アクティビティ
広い敷地と多様な設備、ビーチフロントの立地を生かして、サーフィンレッスンやハワイアン・アートクラフトから、ホテル目前のポート・ヒルトン・ドックから出港する「アトランティス・サブマリン」まで、滞在客向けの多様なアクティビティが用意されている。また、毎週金曜日にはビーチのホテルの目の前で花火が上がる。

### ビレッジ
ワイキキエリアにおける目抜き通りであるカラカウア大通りからは徒歩10分以上の距離にあるものの、敷地内に多く存在するレストランやバー、ブティックを利用しての買い物や飲食が可能である。また、「アラモアナセンター」からは徒歩15分程度の距離である。

### 日本人対応
ハワイ州最大のホテルであることから、多くの日本人観光客が訪れることもあり日本人向けのサービスが充実している。日本語が出来るスタッフを常駐させているほか、ほぼ全ての掲示、注意書きなどは日本語と英語の併記となっている。さらに和食レストランや日本語新聞の提供を行っている。

## データ
- 所在地：2005 Kalia Road, Honolulu, Oahu, HI 96815
- 建物：7棟（タイムシェア専用タワー含む）
- 部屋数：約3000室

## 施設

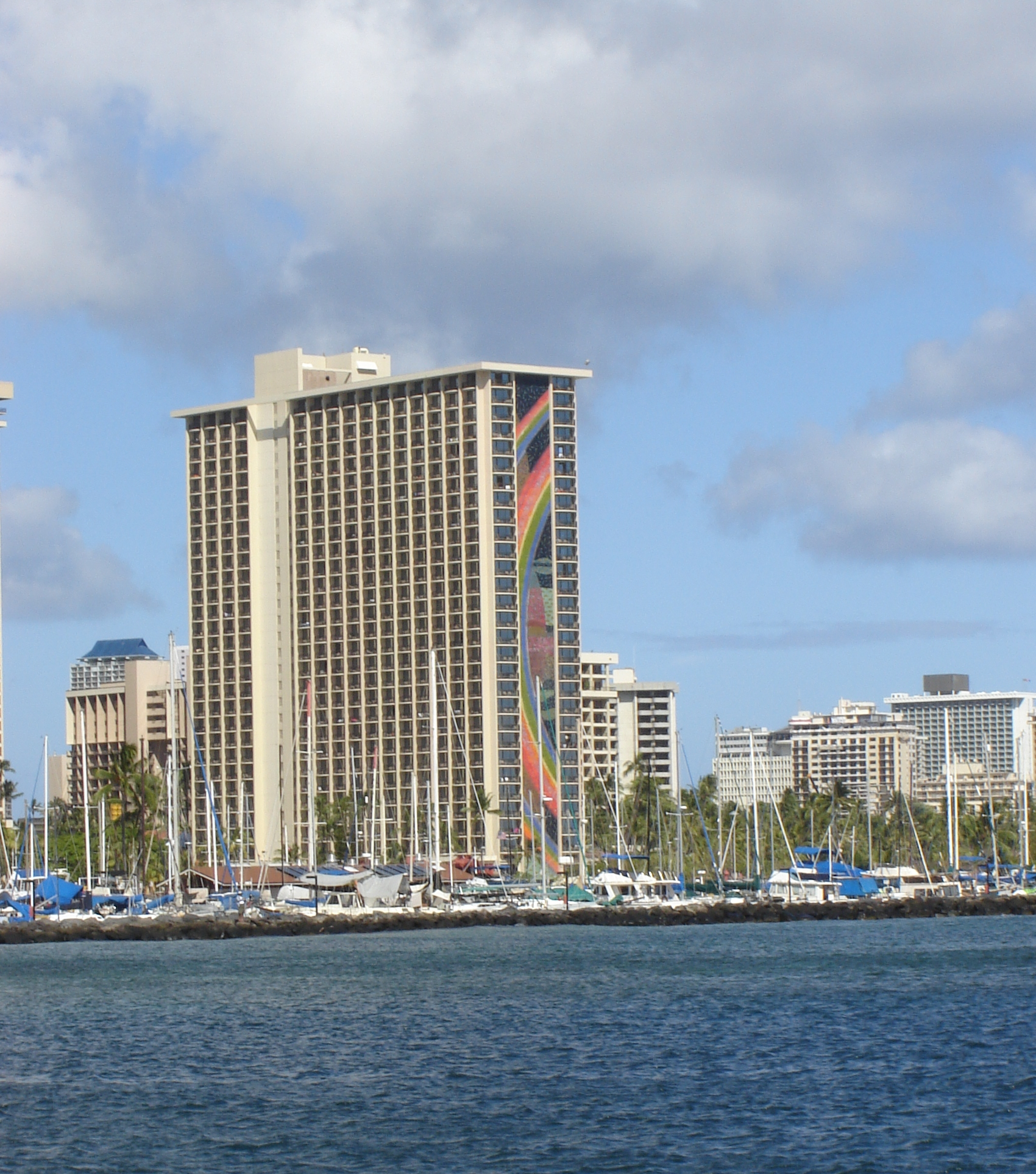
レインボー・タワー

### タワー
- アリイ・タワー（ALI'I TOWER）
ビーチフロントのタワーで、高級なサービスが特徴である。

- レインボー・タワー（RAINBOW TOWER）
ビーチフロントで、かつ「デューク・カハナモク・ラグーン」に隣接している31階建てのタワー。虹色のモザイクが施された外観が特徴の、最初に作られたタワーである。

- カリア・タワー（KALIA TOWER）
最新のタワーである。315室。

- タパ・タワー（TAPA TOWER）
「タパ・コンファレンス・センター」があるタワー。

- ダイヤモンド・ヘッド・タワー（DIAMOND HEAD TOWER）
レストランやショップに隣接したタワー。1階にビジネスセンターがある。

- ラグーン・タワー（LAGOON TOWER）
全ての部屋にキッチンが付いているリゾート・コンドミニアム・タイプの客室を中心としたタイムシェアプログラムのオーナーのみが宿泊可能である。

- グランド・ワイキキアン（GRAND WAIKIKIAN）
2009年3月にオープンした39階建てのワイキキ初のタイムシェア専用タワー。タイムシェアプログラムのオーナーのみが宿泊可能である。331室。
- グランド・アイランダー（GRAND ISLANDER）

　　　2017年3月にオープンした37階建てのタイムシェア専用タワー。タイムシェアプログラムのオーナーのみが宿泊可能である。418室。

### レストラン
「セルジオス」、「紅花オブ東京」、「初花」、「ラウンド・テーブル・ピザ」などの複数のレストランを擁する、「レインボー・バザール・レストラン」のほか、ハワイ料理の「バリ・ステーキ&シーフード」など計22のレストランがある。

### その他
- 「マンダラ・スパ」
- フィットネス・ジム
- 美容室
- ネイルサロン
- みやげ物店
- ブティック
- 旅行代理店
- ビジネスセンター
- ATM
- 宴会場
- 会議場
- 駐車場

## アクセス
ホノルル国際空港からは州間高速道路H-1号線のExit 23経由で30分程度でアクセスが可能である。なお、ワイキキのホテルを巡回するシャトルバスやハイヤー（有料）も用意されている。また、公営バスである「TheBus」や「ワイキキ・トロリー」の停車場もホテルの徒歩圏内にある。